# Sekhemkhet

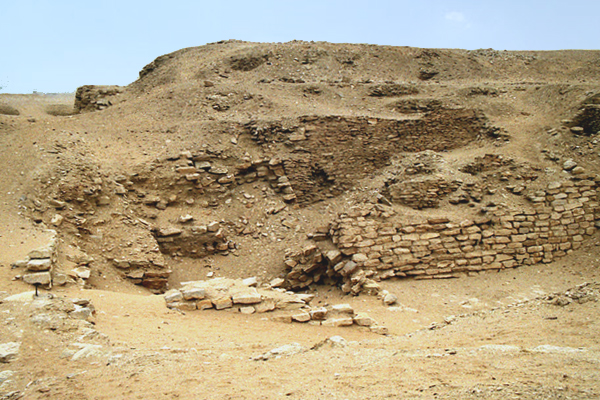
Restes de la piràmide de Sekhemkhet a Saqqara

Sekhemkhet fou un faraó de la dinastia III de l'antic Egipte, que Nabib Swelim proposa identificar amb Djeserti o Djeserteti, que figuren al papir de Torí i a les llistes de Saqqara. Seria el Tosortasis de Manethó.
Al papir de Torí, apareix després de Djoser i abans d'una entrada esborrada. Dona per al seu regnat 6 anys. Manethó li'n dona 19 i Swelim pensa que en foren uns 15.

## Descobriment de la tomba
Es va trobar la seva tomba a Saqqara l'any 1951 (la piràmide inacabada de Saqqara), que havia estat abandonada després de pocs anys de treball, amb només un esglaó i mig, i el material es va fer servir després de pedrera per a altres monuments. La base tenia 132 metres i l'altura final havia de ser d'uns 70 metres, és a dir, més gran que la de Djoser. Hi ha alguns corredors a tres costats de la piràmide amb 132 sales, de les quals la d'enterrament ocupa el centre. S'hi van trobar nombrosos objectes, entre aquests, joieria d'or. Les inscripcions donen com a nom del propietari Sekhemkhet, que inicialment no es va associar a cap rei conegut i que, més tard, fou identificat com a Djeserteti o Djeserti. Una inscripció a Maghara, al Sinaí, es pensa que li pogués correspondre. Aquesta construcció es pensa que, com la del predecessor Djoser, fou dirigida per Imhotep. La va descobrir Zakaria Goneim.

## Cambra
A la cambra mortuòria, es va trobar el taüt i algunes restes de fusta. La cambra estava segellada amb guix i es va pensar que s'hi trobaria la mòmia, però quan es va obrir el 1954 no va ser així i el taüt estava buit; se suposa que la tomba fou saquejada i, més tard, restaurada potser durant el nou Regne, com va passar amb altres monuments. El sarcòfag es va deixar al lloc. Als darrers anys, una caiguda de pedres va estar a punt de destruir-lo, però se'n va lliurar per centímetres.
A la part sud de la piràmide, es va trobar una tomba amb restes d'una mastaba, que només tenia un taüt de fusta i l'esquelet d'un nen d'uns 3 anys, que els experts pensen que pogués ser un fill del rei.

## Problemes amb el nom
A una tauleta de vori, hi diu "Nebti Djeserit Ankh", que vol dir 'Visca el nebti Djeserti', que seria, per tant, el nom nebti d'un faraó, i l'associació va ser lògicament amb Sekhemkhet, del qual es van trobar objectes a la vora (un fragment de segell). S'ha suggerit que Djeserti seria el nom d'una reina, perquè el nom Nebti no estava en ús llavors, i no es va recuperar fins a Snefru. Swelim accepta la identificació de Djeserti amb Sekhemkhet.
Al Wadi Maghara (al Sinaí), hi ha unes gravacions a la pedra que correspondrien a aquest rei (inicialment, es va pensar en Teti). En una, es veu el rei amb la maça colpejant els enemics. El nom Teti derivaria del seu nestu-biti Ti o Iteti, que fou una estàtua que se sap que era adorada al temple de Neferirkara Kakai durant la dinastia V. Un estàtua persa d'un sacerdot de Djoser estableix, però, la diferència entre Sekhemkhet/Djerserti, Djoser i Teti.
La seva prematura mort devia ocasionar problemes successoris. Swelim en col·loca com a successor Nebkare o Nebkara.